# قنات حوض ماهی
قنات حوض ماهی مربوط به سده‌های متاخر دوران‌های تاریخی پس از اسلام است و در شهرستان زرقان، بخش مرکزی، ۲۰۰ متری جنوب شرق شهر زرقان، سمت راست جاده واقع شده و این اثر در تاریخ ۳۰ بهمن ۱۳۸۶ با شمارهٔ ثبت ۲۰۸۱۱ به‌عنوان یکی از آثار ملی ایران به ثبت رسیده‌است.